# Neolophonotus aphellas
Neolophonotus aphellas är en tvåvingeart som först beskrevs av Walker 1849.  Neolophonotus aphellas ingår i släktet Neolophonotus och familjen rovflugor. Inga underarter finns listade i Catalogue of Life.